# Sergej Sarksjan
Sergej Sarksjan (orm. Սերգեյ Սարգսյանը ;ur. 2002) – ormiański zapaśnik walczący w stylu wolnym. Zajął piętnaste miejsce na mistrzostwach świata w 2023. 
Trzynasty na mistrzostwach Europy w 2023 i 2024. Trzeci na ME U-23 w 2023. Trzeci na MŚ juniorów w 2022 i Europy juniorów w 2021 i 2013 roku.